# Vörös Meteor Budapest
Vörös Meteor Budapest (ungarisch Budapesti Vörös Meteor) war ein ungarischer Sportverein aus Budapest, der vor allem für seine Eishockey-, Handball und Tischtennisabteilung bekannt ist. Die Eishockeymannschaft des Vereins spielte von Ende der 1940er Jahre bis 1970 in der höchsten ungarischen Eishockeyliga, der OB I bajnokság.

## Eishockey

### Geschichte
Der Verein wurde 1948 als Meteor Mallerd gegründet und gehörte von Beginn der 1950er bis zum Anfang der 1960er Jahre zu den erfolgreichsten ungarischen Eishockeyvereinen. In diese Zeit gewann Vörös Meteor insgesamt fünf ungarische Meisterschaften – 1950, 1952, 1957, 1959 und 1963 – und gehörte auch in den anderen Spielzeiten zu den besten Mannschaften der Liga.
Mitte der 1960er Jahre begann der Niedergang des Klubs und gipfelte in der Saison 1969/70 in 29 Niederlagen aus 30 Spielen. Anschließend wurde der Verein aufgelöst.

### Erfolge
- Ungarischer Meister:  1950, 1952, 1957, 1959, 1963
- Ungarischer Vizemeister: 1951, 1953, 1954, 1956, 1958, 1960, 1961

### Statistik
| Saison  | Sp | S  | U | N  | Pkt | T   | GT  | Hauptrunde | Play-offs Endrunde |
| ------- | -- | -- | - | -- | --- | --- | --- | ---------- | ------------------ |
| 1948/49 | 8  | 2  | 0 | 6  | 4   |     |     | 4. Platz   | –                  |
| 1949/50 | 6  | 5  | 1 | 0  | 11  | 32  | 15  | Meister    | –                  |
| 1950/51 | 7  | 6  | 0 | 1  | 12  | 57  | 9   | 2. Platz   | –                  |
| 1951/52 | 10 | 7  | 2 | 1  | 16  | 52  | 14  | Meister    | –                  |
| 1952/53 | 16 | 12 | 2 | 2  | 26  | 137 | 17  | 3. Platz   | 3. Platz           |
| 1953/54 | 12 | 10 | 1 | 1  | 21  | 96  | 14  | 2. Platz   | –                  |
| 1954/55 | 10 | 6  | 2 | 2  | 14  | 66  | 21  | 3. Platz   | –                  |
| 1955/56 | 10 | 6  | 1 | 3  | 13  | 51  | 23  | 2. Platz   | –                  |
| 1956/57 | 4  | 4  | 0 | 0  | 8   | 18  | 4   | Meister    | –                  |
| 1957/58 | 8  | 2  | 4 | 2  | 8   | 17  | 16  | 2. Platz   | –                  |
| 1958/59 | 8  | 5  | 0 | 3  | 10  | 33  | 25  | 3. Platz   | Meister            |
| 1959/60 | 12 | 6  | 2 | 4  | 14  | 48  | 38  | 2. Platz   | –                  |
| 1960/61 | 15 | 11 | 1 | 3  | 23  | 75  | 44  | 2. Platz   | –                  |
| 1961/62 | 15 | 7  | 1 | 7  | 15  | 77  | 52  | 4. Platz   | –                  |
| 1962/63 | 15 | 11 | 2 | 2  | 24  | 79  | 28  | Meister    | –                  |
| 1963/64 | 7  | 5  | 2 | 0  | 12  | 61  | 17  | 1. Platz   | 4. Platz           |
| 1964/65 | 14 | 9  | 0 | 5  | 18  | 92  | 47  | 4. Platz   | –                  |
| 1965/66 | 14 | 7  | 0 | 7  | 14  | 82  | 42  | 4. Platz   | 4. Platz           |
| 1966/67 | 14 | 6  | 2 | 6  | 14  | 48  | 66  | 4. Platz   | 4. Platz           |
| 1967/68 | 14 | 8  | 1 | 5  | 17  | 63  | 47  | 4. Platz   | –                  |
| 1968/69 | 28 | 9  | 5 | 14 | 23  | 90  | 126 | 5. Platz   | –                  |
| 1969/70 | 30 | 1  | 0 | 29 | 2   | 51  | 269 | 6. Platz   | –                  |

Legende zur Saisonstatistik: GP oder Sp = Spiele insgesamt; W oder S = Siege; L oder N = Niederlagen; T oder U = Unentschieden; OTS = Siege nach Verlängerung (Overtime);  OTN oder OL = Overtime-Niederlagen; SOS = Shootout-Siege; SOL oder SON = Shootout-Niederlagen; P oder Pkt = Punkte; Pct % = Siege in %; GF oder T = Tore; GA oder GT = Gegentore

### Bekannte ehemalige Spieler
- György Pásztór
- Lajos Ticy
- György Rozgonyi

## Handball
Die Männer-Handballmannschaft des Vereins gehörte in den 1950er Jahren zu den ungarischen Spitzenmannschaften und gewann 1951, 1954, 1955 und 1957 die ungarische Meisterschaft und 1953 den ungarischen Pokal. Die Frauen-Handballmannschaft gewann 1952 ihren einzigen ungarischen Meistertitel.

## Basketball
Die Frauen-Basketballmannschaft wurde 1949 ins Leben gerufen und gewann 1958, 1961 und 1970 die ungarische Meisterschaft. 1975 fusionierte die Basketballabteilung von Vörös Meteor mit der von MTK Budapest. 1997 wurde diese fusionierte Mannschaft aufgelöst.

## Tischtennis
Die Mannschaften der Tischtennisabteilung nahmen in den 1960er Jahren regelmäßig am Europapokal teil und gewannen mehrfach ungarische Meistertitel im Einzel, Doppel und als Mannschaft (1957–1962 und 1964).
Bekannte Spieler
- Laszlo Földy
- Tibor Klampár
- Theresia Földy
- Ágnes Hegedűs
- Éva Kóczián